# 慧日慈愍
慧日慈愍法師（680年—748年），俗姓辛，法號慧日，東萊（今山東煙台）人，唐代佛教出家和尚，唐玄宗賜號「慈愍三藏」。自印度引入淨土相關經典，弘揚淨土思想，為淨土宗先驅。他沒有被後世淨土宗列為祖師，但其弟子彌陀承遠被列為淨土宗三祖。

## 生平
慧日法師在唐中宗朝時，出家受具足戒。因為仰慕義淨法師，立志至印度求法。
在印度求學十三年。開元七年（719年），經蔥嶺回到長安，唐玄宗接見他，賜號「慈愍三藏」。後居於洛陽罔極寺。
天寶七年（748年），在洛陽圓寂。

## 弟子
弟子有彌陀承遠等。

## 著作
著有《略諸經論念佛法門往生淨土集》。